# 横井伯典
横井 伯典（よこい はくてん、1925年4月25日 - 2014年9月24日）は、易者。東京都大久保出身。日本開運学会を作った。中村文聡に教えを受けた。

## 著書
- 横井伯典 『周易小辞典』、日本開運学会、2001年9月
- 横井伯典・佐藤六竜 『方位の見方』、愛隆堂